# Cryptocentrus caeruleomaculatus
Cryptocentrus caeruleomaculatus là một loài cá biển thuộc chi Cryptocentrus trong họ Cá bống trắng. Loài này được mô tả lần đầu tiên vào năm 1933.

## Từ nguyên
Từ định danh caeruleomaculatus được ghép bởi hai âm tiết trong tiếng Latinh: caeruleus (“xanh dương”) và maculatus (“có đốm”), hàm ý đề cập đến những đốm nhỏ màu xanh óng nằm rải rác trên cơ thể của loài cá này.

## Phân bố và môi trường sống
Từ quần đảo Ryukyu (Nhật Bản), C. caeruleomaculatus có phân bố trải dài về phía nam đến Tây Úc và rạn san hô Great Barrier, băng qua vùng biển Đông Nam Á, phía đông đến quần đảo Caroline và quần đảo Solomon. Ở Việt Nam, C. cinctus được ghi nhận tại vịnh Nha Trang và vịnh Hạ Long.
C. caeruleomaculatus sống trong các đầm phá và trên rạn san hô, được tìm thấy ở độ sâu đến ít nhất là 30 m.

## Mô tả
Chiều dài chuẩn lớn nhất được ghi nhận ở C. caeruleomaculatus là 10 cm. Cá có màu nâu xám, nhiều chấm xanh óng trên đầu và thân. Có những đốm tròn màu nâu đen ở giữa thân với các dải sọc mờ dọc hai bên hông. Đầu cũng có những chấm đỏ, cũng như các đốm tròn đỏ trên vây lưng và vây hậu môn kèm theo các sọc vàng nâu.
Số gai ở vây lưng: 7; Số tia ở vây lưng: 9–10; Số gai ở vây hậu môn: 1; Số tia ở vây hậu môn: 9; Số tia ở vây ngực: 15–17.

## Tình trạng phân loại
C. caeruleomaculatus tạo thành nhóm phức hợp loài với Cryptocentrus strigilliceps và Cryptocentrus altipinna. Đặc trưng của nhóm này là có vảy lược bao phủ cả nửa thân sau.

## Sinh thái
C. caeruleomaculatus sống cộng sinh trong hang với tôm gõ mõ.

## Thương mại
C. caeruleomaculatus có thể là một thành phần trong hoạt động buôn bán cá cảnh.